# Cimetière militaire belge d'Oeren
Pour un article plus général, voir Sites funéraires et mémoriels de la Première Guerre mondiale (Front Ouest).
Le cimetière militaire belge d'Oeren est un cimetière militaire belge situé dans le village flamand d'Oeren, dans la commune néerlandophone d'Alveringem.

## Contexte
En 1914, une guerre débute après l'assassinat de l'archiduc François-Ferdinand à Sarajevo. Dans un contexte d'alliances, l'Europe entière se retrouve engrenée dans une guerre qui devient mondiale. C'est durant cette guerre que le cimetière militaire belge d'Oeren a été construit, autour de l'église du village,.

## Aménagements

Aménagements autour de l'église
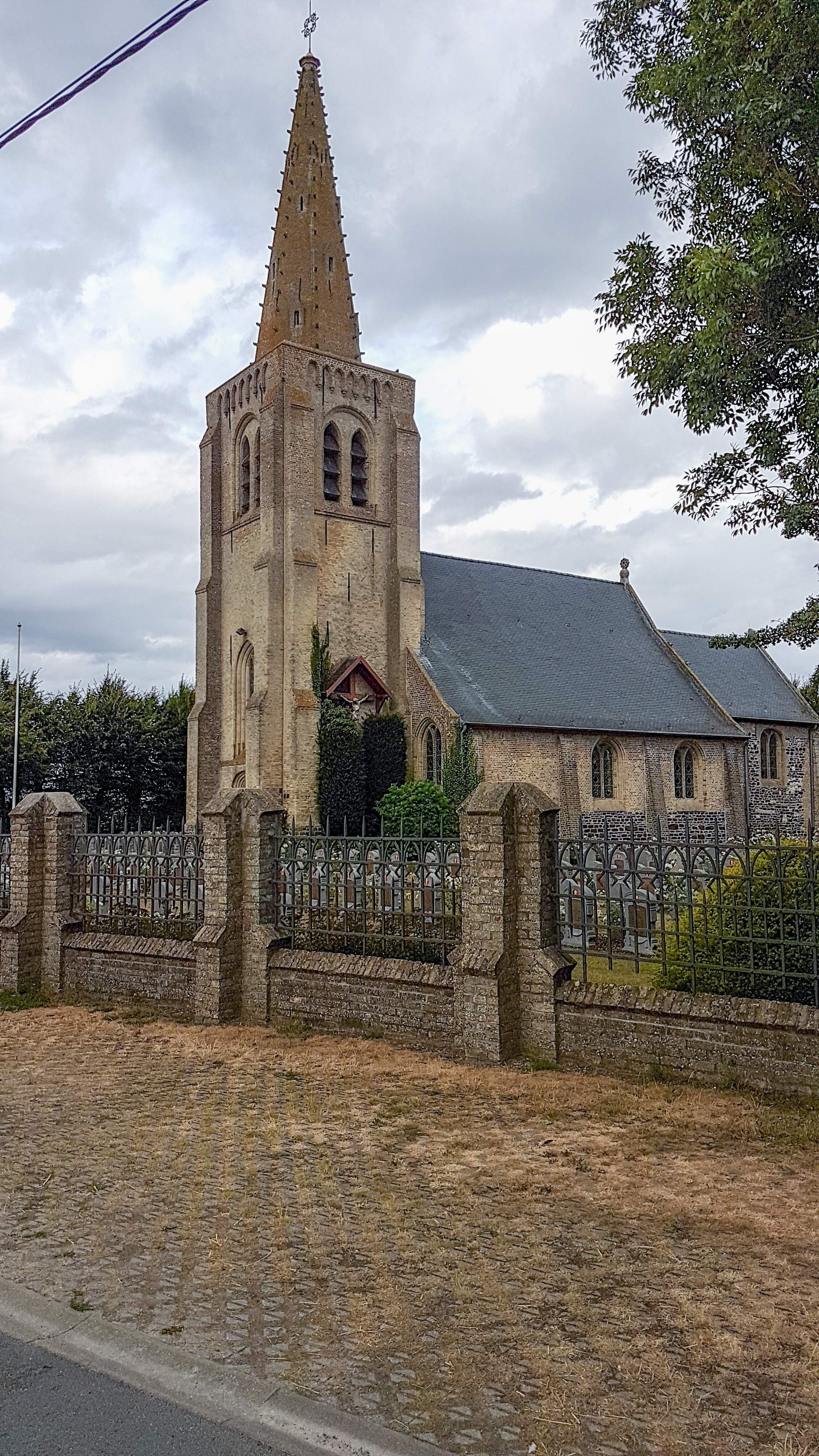
Clôtures
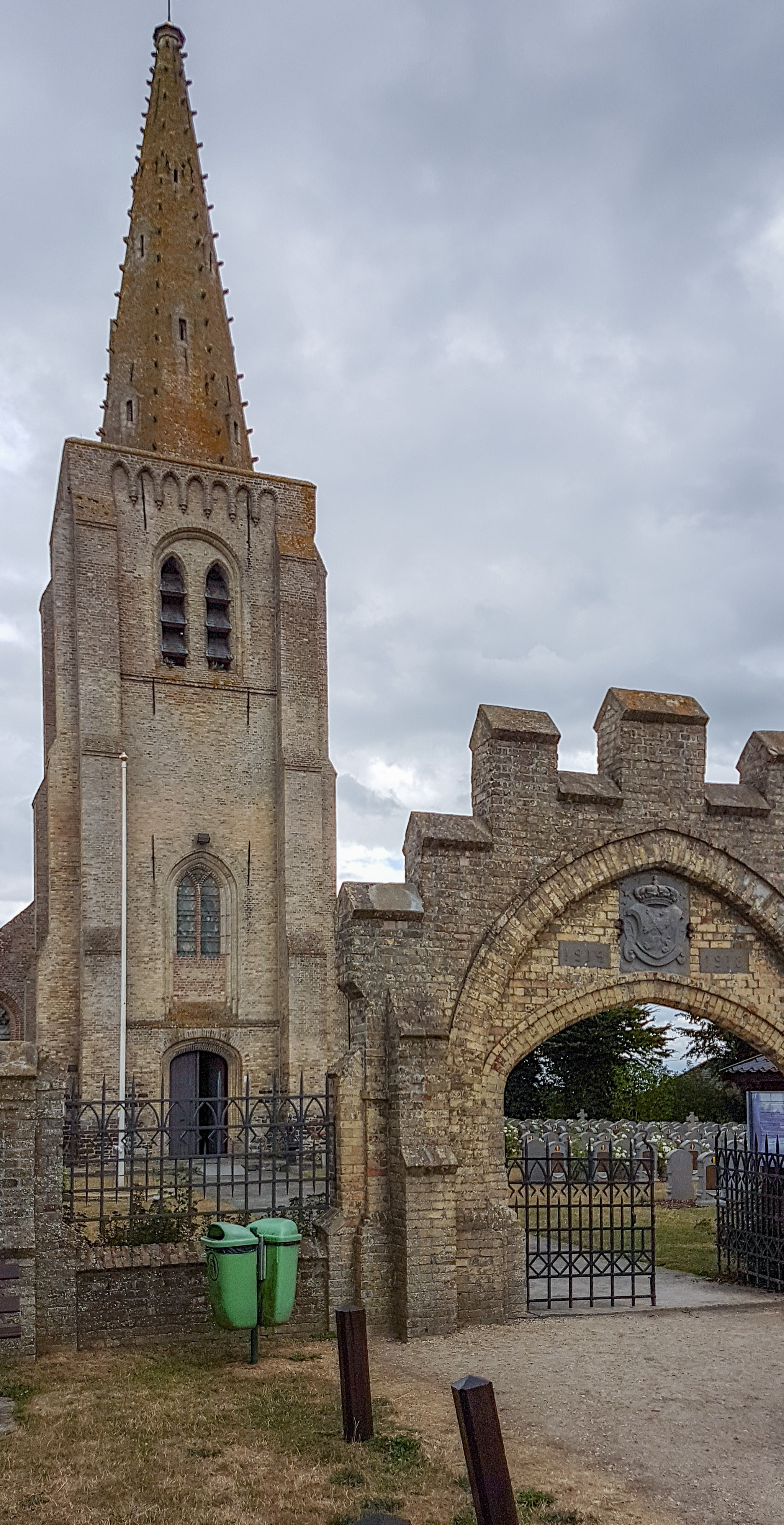
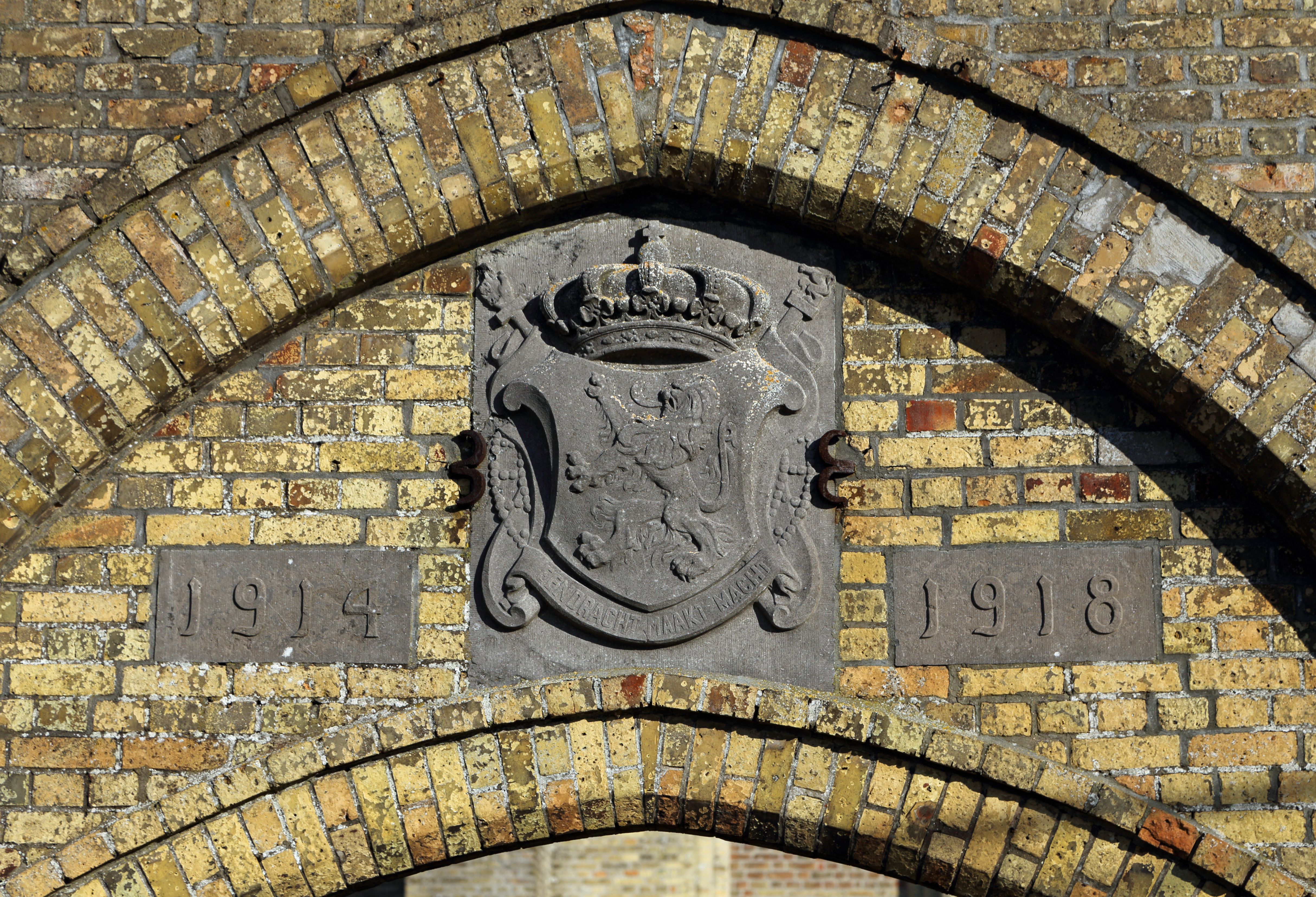
Porte

508 soldats belges reposent dans ce cimetière situé autour de l'église du village. Cette dernière, de style gothique tardif en briques jaunes en en grès ferrugineux, date du début du XVIe siècle. Pendant la guerre, une grande porte avec un arc en plein cintre a été érigée en briques jaunes avec des créneaux et l'inscription « 1914 - 1918 » sur le fronton en calcaire gris de la porte, qui contient aussi des armoiries. Toute la clôture extérieure, qui entoure le cimetière et l'église, est elle aussi construite en briques jaunes avec des piliers et des grilles en fer forgé ; des arbres, arbustes et haies terminent l'aménagement extérieur de la clôture.

Aménagements des clôtures végétales
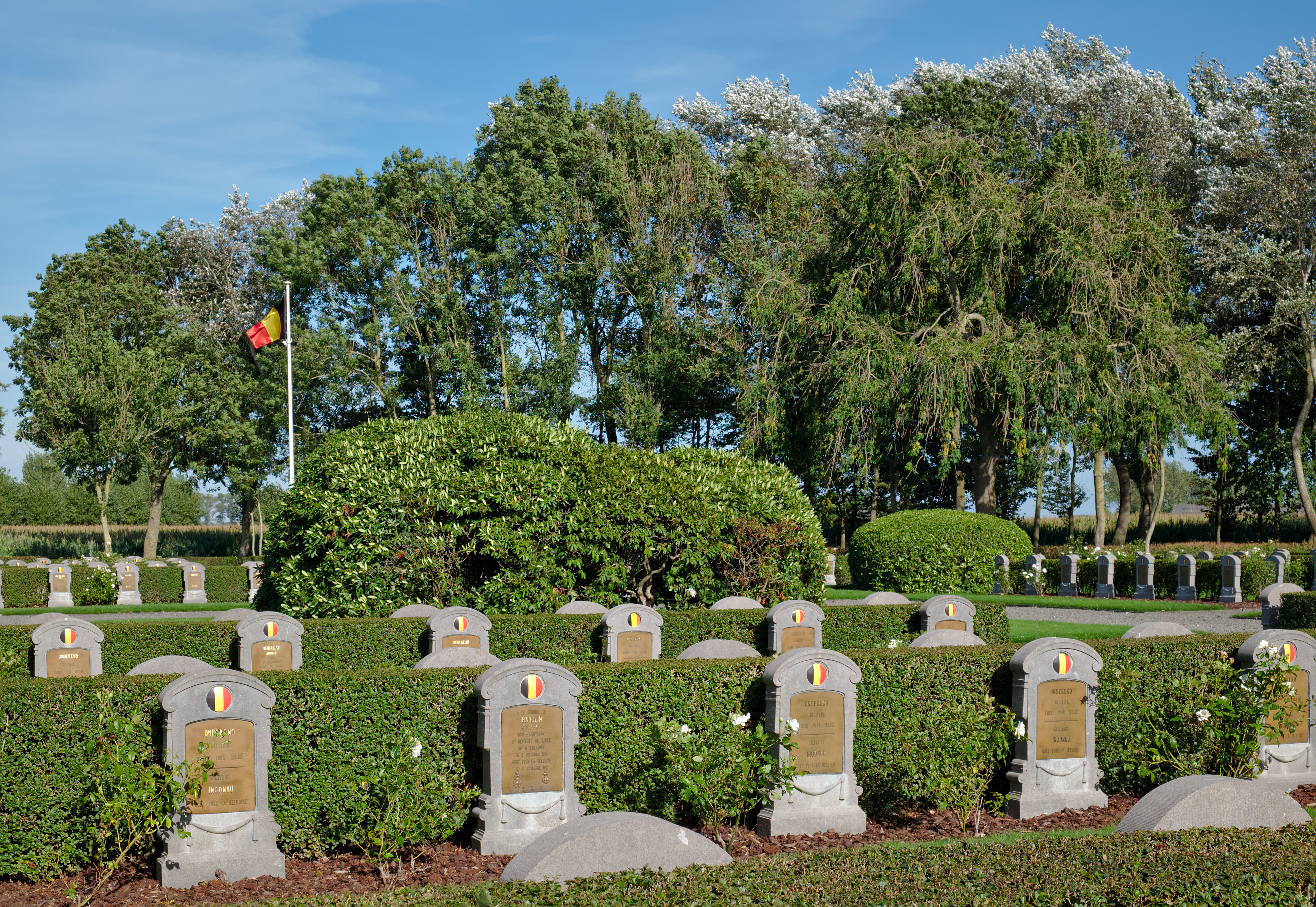
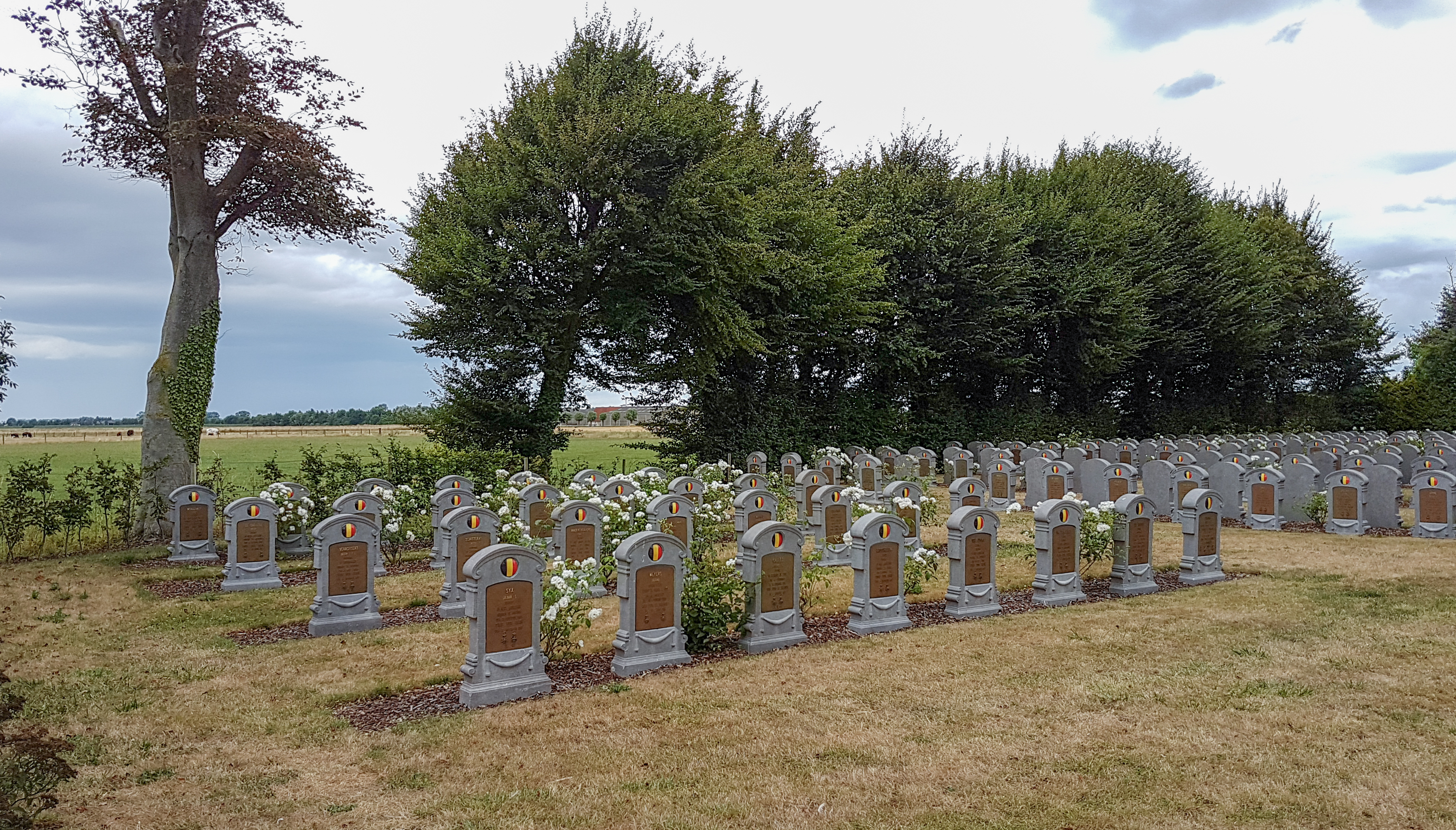

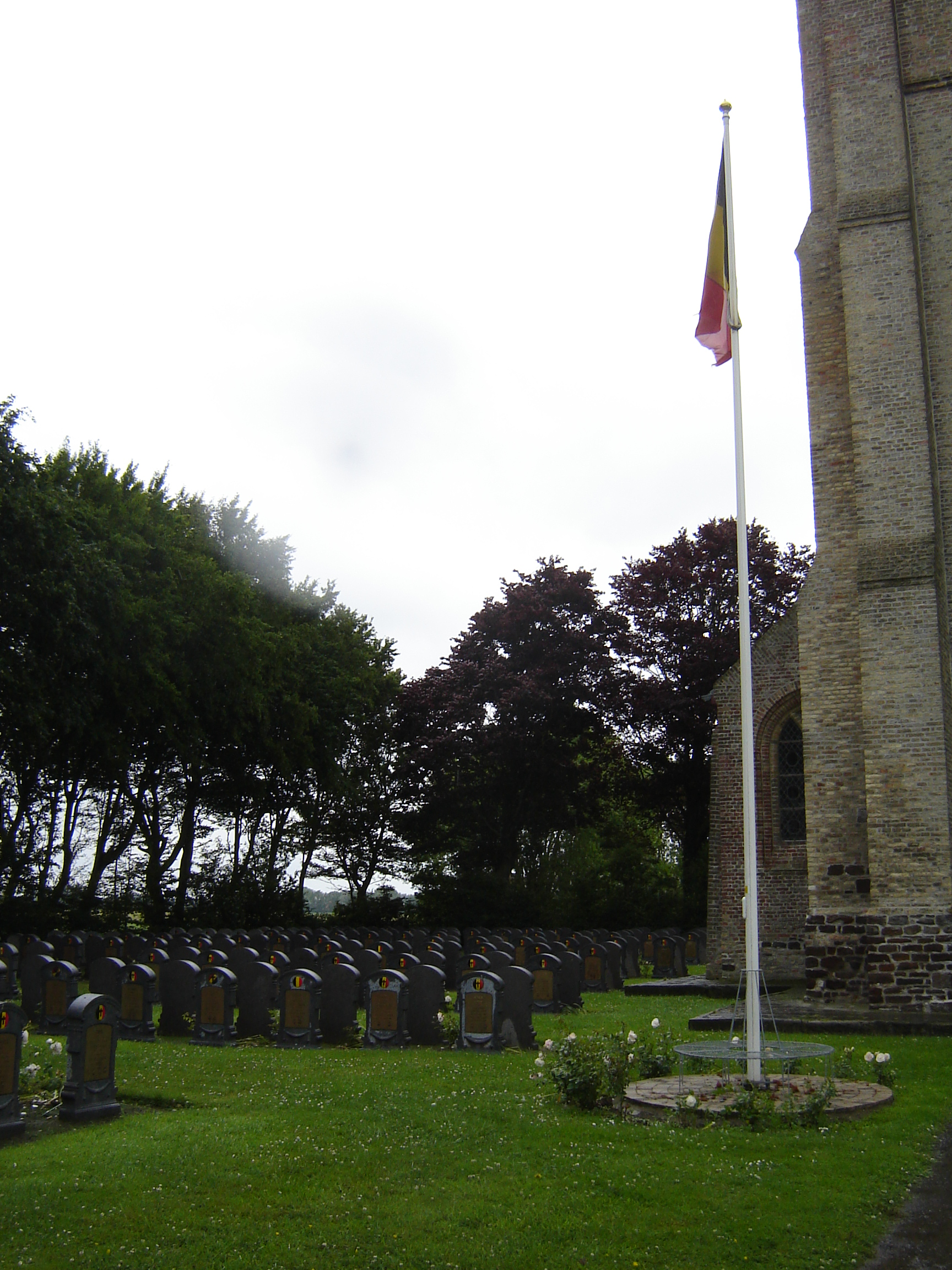
Le mât et le drapeau belge.

Une carte, un registre et un livre d'or se situe sous un abri en bois à droite de l'entrée tandis qu'à gauche se situe un mât avec le drapeau belge.

### Aménagements des tombes

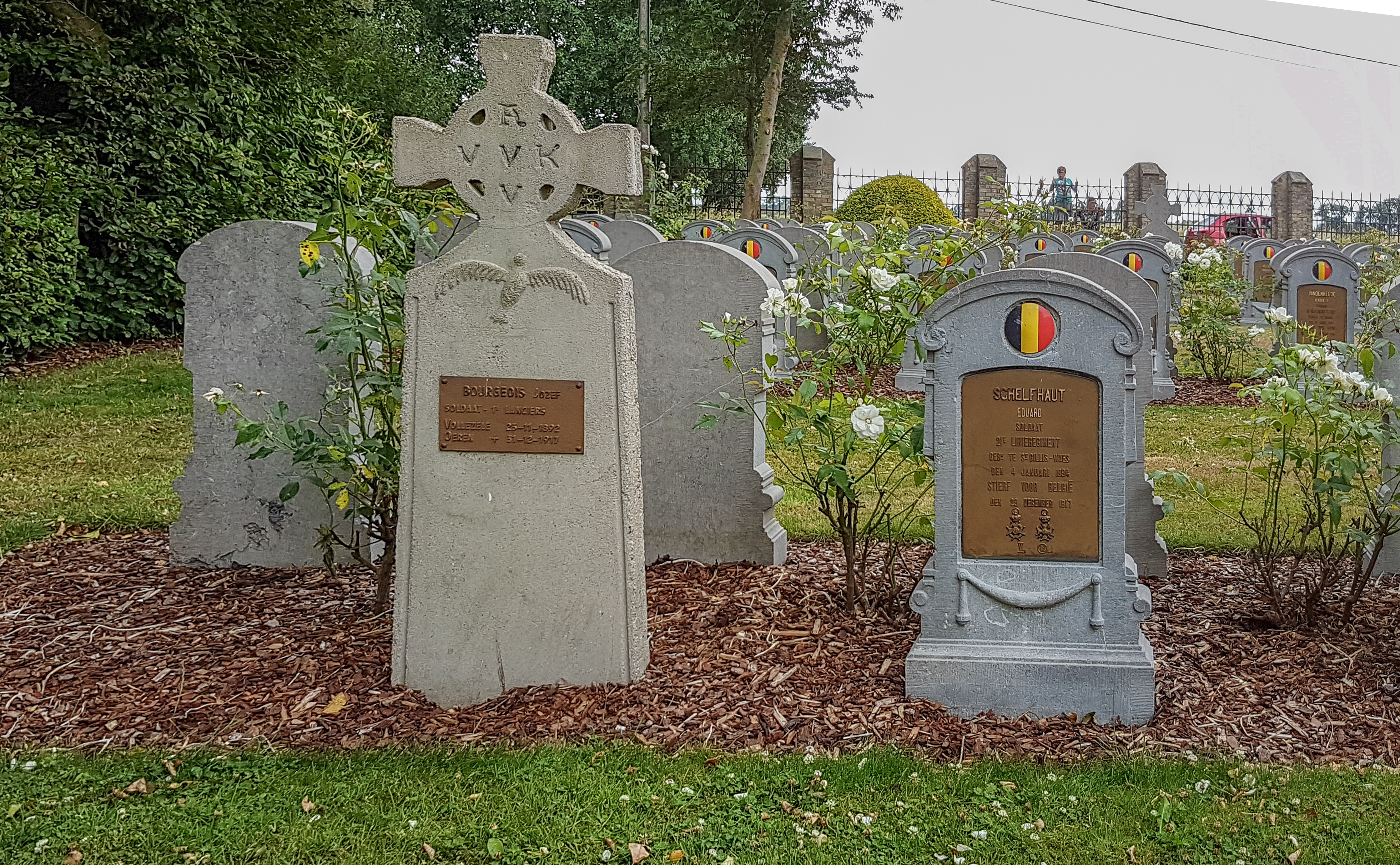
Croix aux héros (AVV-VVK).

Pendant la guerre, des croix de héros étaient présentes (des heldenhuldezrkje en néerlandais), caractérisées par les lettres AVV-VVK (« Alles Voor Vlaanderen, Vlaanderen voor Kristus » mais pendant la nuit du 9 au 10 février 1918, au moins 38 de ces croix ont été dégradées, recouvertes par du ciment, et depuis cette date, seulement cinq de ces croix subsistent encore,,.

Les tombes sont disposées en doubles rangées, généralement dos à dos, avec une séparation en parterres fleuris. Il y a 508 soldats inhumés dans le cimetière pour 509 tombes ; en effet, l'une des tombes ne comporte aucun corps et six des corps n'ont pu être identifiés.

Aménagements des tombes
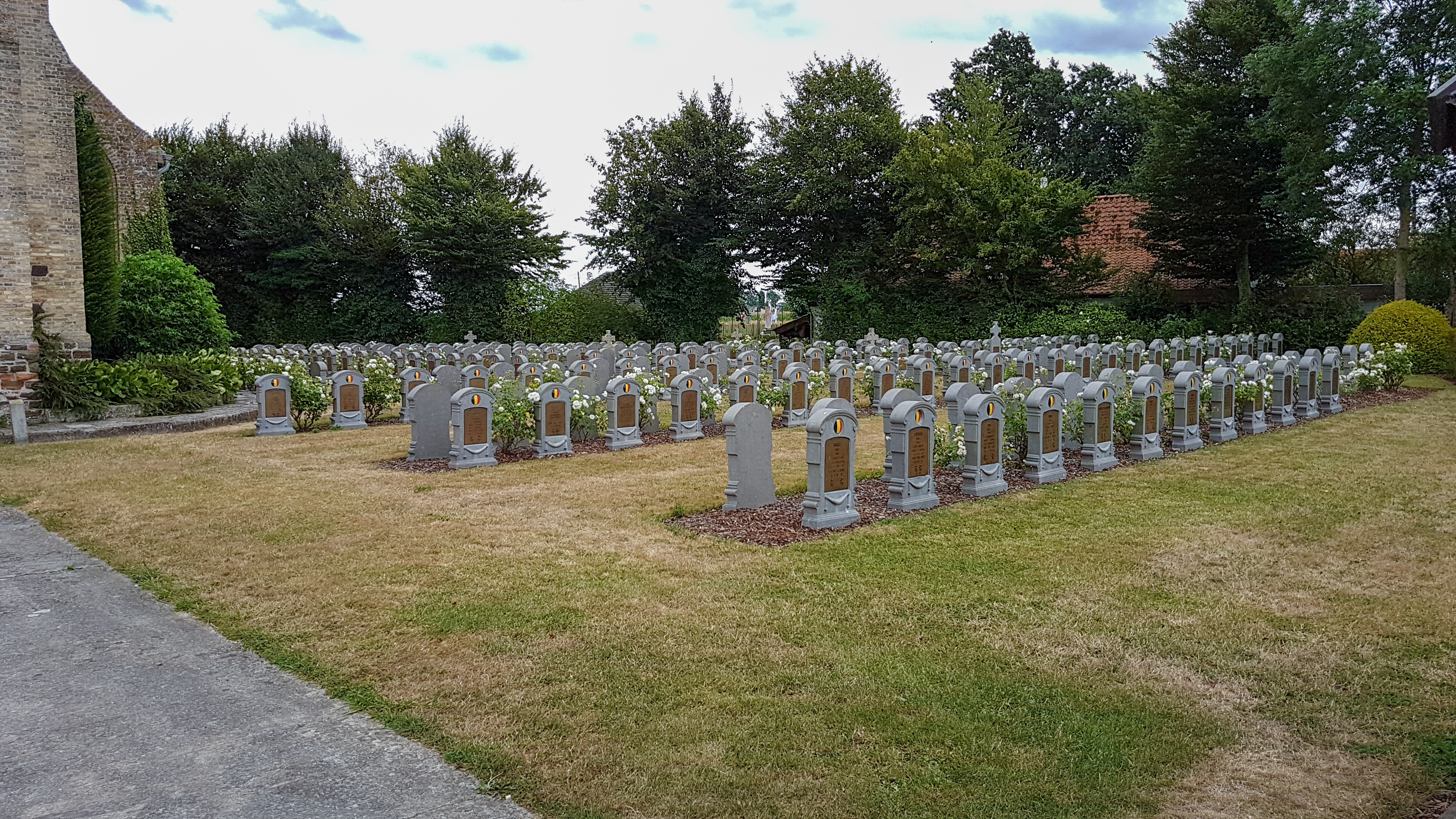
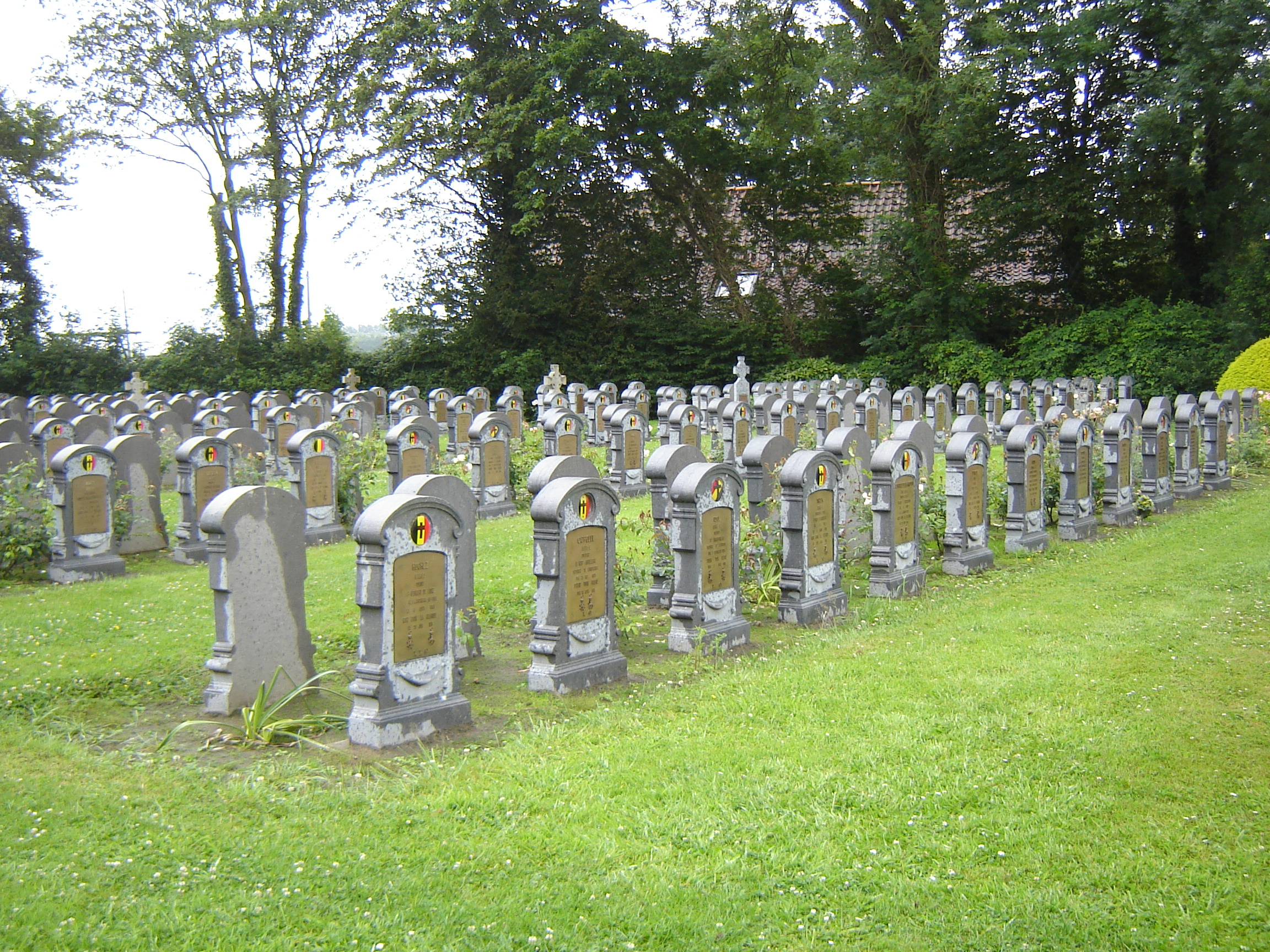
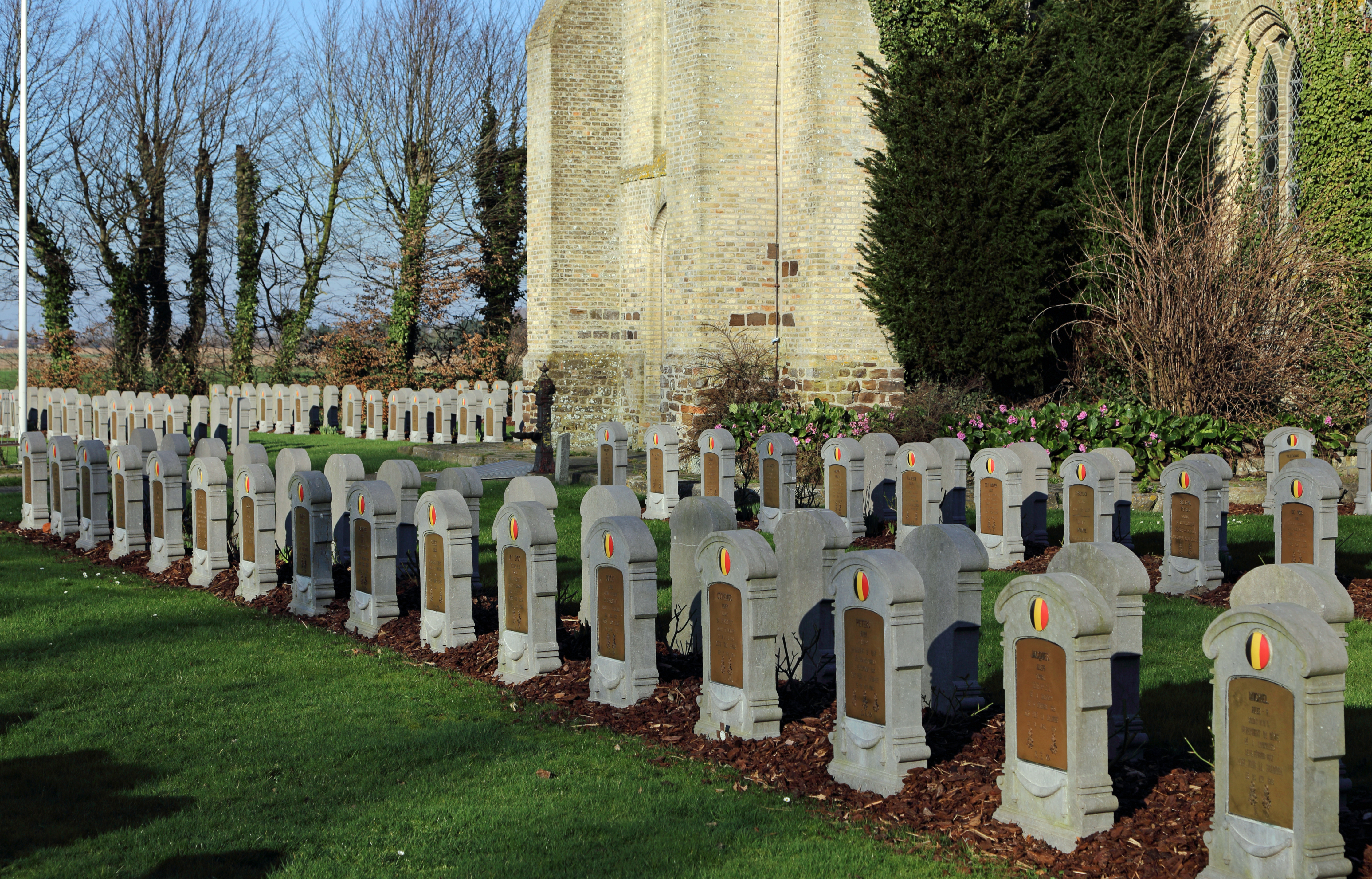

Au milieu des années 1920, l'Etat belge a revendiqué le terrain pour le réaménager comme il l'est actuellement. Avant cette date, les tombes étaient fortement dispersées et le cimetière comprenait plus d'une centaine de tombes en plus (environ 642 tombes).

## Emphytéose
En 1917, la fabrique d'église de l'époque cède en emphytéose les terrains autour de l'église Sainte Apollonia pour une période de 99 ans. Mais en janvier 2020, Kurt Ravyts pose une question à la Chambre des Représentants :
« Le cimetière militaire belge d'Oeren (commune d'Alveringem) recueille les dépouilles de 642 Belges. Il n'appartient toutefois pas à l'Etat belge. Début 1917, les terrains autour de l'église Sainte Apollonia à Oeren ont été cédés en emphytéose à l'Etat belge pour une période de 99 ans par la fabrique d'église de l'époque. Cette emphytéose a-t-elle été reconduite tacitement? Dans l'affirmative, quand et pour quelle durée? Dans la négative, quel est le statut de propriété de ce cimetière? »
La réponse fut que non, il n'y a pas eu de prolongement tacite de cette convention d'emphytéose car tous les cimetières militaires en Belgique sont devenus propriété de l'Etat belge le 5 septembre 1917 sur base d'un arrêté-loi. Depuis le 1er janvier 2004, c'est la Défense qui est chargée de la gestion du cimetière.

## Patrimonialité
Depuis le 28 juillet 2008, le site est classé au patrimoine immobilier de la Région flamande. En 2023, conjointement avec la France, le cimetière est inscrit au patrimoine mondial de l'UNESCO comme faisant partie des Sites funéraires et mémoriels de la Première Guerre mondiale (Front Ouest).

### Vidéothèque
- Belgique : Cimetière militaire belge d'Oeren